# 長沼賢海
長沼 賢海（ながぬま けんかい、1883年（明治16年）3月26日 - 1980年（昭和55年）7月14日）は、日本史学者。九州大学名誉教授。

## 経歴
1883年、新潟県高田（現上越市）浄興寺山内の正光寺に生まれた。長沼賢明の長男。旧制新潟県立高田中学、旧制第四高等学校を経て、1907年、東京帝国大学文科大学国史学科を卒業。
1912年、東京府立第一中学校教諭となった。東京府立第一中学校教諭時代の教え子に、小林秀雄、河上徹太郎がいる。1920年、広島高等師範学校教授に転じた。1924年、史学研究のため欧州留学を命じられ、英・仏・独・蘭・印・伊などに滞在・留学した。1925年、九州帝国大学法文学部国史学科の初代教授に就任。九州大学を退任後、香椎中学校長、久留米大学教授。
1929年、家督を相続。生前は、福岡県筑紫郡大宰府町に居住した。

## 家族・親族
長沼家
- 父・賢明[2][3]
- 妹
  - ナオ（1901年 - ?）[2][3]
  - ツキ（1885年 - ?）[4]
- 先妻・シズエ（1890年 - 1939年 、宮崎、弘中唯見の二女）[2][3]
- 後妻・トラ（? - ?）
- 一女（養子）・シナ（1910年 - 1995年 、新潟、中村登の妹）[2][3]
- 二女（1920年 - ?）[4]
- 一男・正光（1921年 - 2010年  ）[3]
- 二男・六一（1943年 - 2013年  ）

親戚
- 大隅芳雄（シナの夫、鉱山学者）
- 孫にあたる人物として、日本史学者・東京女子大学名誉教授の大隅和雄、生物学者・ノーベル賞受賞者の大隅良典がいる。
- 曾孫にあたる人物として、日本史学者・山梨大学教授の大隅清陽がいる。

## 著作

### 著書
- 『英雄の信仰』実業之日本社、1914
- 『国民思想と国史』大鐙閣、1919
- 『参考日本歴史』博文館、1919
- 『日本の文明と仏教』大鐙閣、1919
- 『福神研究恵比須と大黒』丙午出版社、1921
- 『日本宗教史の研究』教育研究会、1928[1]
- 『南蛮文集』編、春陽堂、1929
- 『尾道郷土史論』尾道市教育会、1932
- 『新説日本歴史 実業学校用』宝文館、1934
- 『新説国史教授の研究』教育研究会、1936
- 『皇国史』三省堂、1937
- 『日本文化史の研究』教育研究会、1937[1]
- 『神国日本』教育研究会、1943
- 『日本の海賊』（日本歴史新書）至文堂、1955[7]
- 『邪馬台と大宰府』太宰府天満宮文化研究所、1968
- 『聖徳太子論攷』平楽寺書店、1971
- 『日本海事史研究』九州大学出版会、1976